# Bernard Crick
Sir Bernard Crick, né le 16 décembre 1929 et mort le 19 décembre 2008, est un universitaire britannique, théoricien politique et socialiste démocrate, auteur en particulier de la première biographie de George Orwell (1980) qui reste un ouvrage de référence.

## Carrière
Bernard Crick naît à Londres et suit une scolarité à la Whitgift School, au University College de Londres, et à la London School of Economics (LSE) qui le mène au doctorat (1950-1952). Il commence à enseigner à Harvard et à McGill avant de retourner en Grande-Bretagne et à la LSE en 1956, où il enseigne onze années.
Il enseigne ensuite de nombreuses années à l'Université de Sheffield et au Birkbeck College. Il devient vice-président de la British Humanist Association. Il prend une retraite anticipée en 1984 pour s'installer à Édimbourg d'où il devient un ardent partisan du parlement écossais.
Dans les années 1980, Bernard Crick est un des conseillers de Neil Kinnock, leader du parti travailliste. Quand ce dernier arrive au pouvoir en 1997, Crick est engagé par son ancien étudiant David Blunkett pour diriger une commission sur l'« éducation à la citoyenneté » (« citizenship education »). Le rapport final remis en 1998, appelé communément « rapport Crick », fait de l'éducation civique une des matières centrales du National Curriculum (en). Il écrit en 2004 pour le compte du Home Office le livre Life in the United Kingdom: A Journey to Citizenship, qui est à la base du nouveau « test de citoyenneté » (« Life in the United Kingdom test ») que doit passer toute personne demandant la citoyenneté britannique.
Reconnu par ses pairs, il est fait quatre fois docteur honoris causa. Vice-président de la Political Studies Association of the United Kingdom, cette dernière lui décerne un prix pour l'ensemble de sa carrière à l'occasion de son cinquantenaire en 2000. Il est anobli en 2002 pour « services to citizenship in schools and to political studies ».
Bernard Crick meurt d'un cancer de la prostate à l'âge de 79 ans en 2008.

## Autour d'Orwell
En 1974, Crick commence à travailler à une biographie de George Orwell avec l'aide de la seconde femme de l'écrivain Sonia Brownell qui lui donne par engagement écrit librement accès à ses archives. Toutefois, à la lecture des épreuves finales elle est horrifiée du résultat et tente de revenir sur ses engagements en poursuivant en justice Crick, mais en vain, son consentement ne pouvant pas être légalement révoqué. Le livre est publié pour la première fois à Boston chez Little & Brown 1980 et à Londres chez Secker & Warburg en 1981. Une première traduction française est publiée en 1982 chez Balland.
En 1993, Crick créé le Prix Orwell avec le soutien de The Political Quarterly qui a pour objet de distinguer des écrits politiques. Deux récompenses sont attribuées chaque année, l'une dans le domaine du journalisme politique et l'autre pour un livre politique. En 1994, la première remise du prix distingue Anatol Lieven pour son livre The Baltic Revolution et le journaliste de The Independent on Sunday Neal Ascherson. Crick fait partie du jury jusqu'en 2007.

## Publications

### En français
- George Orwell, une vie, Climats, 2003. Traduction de l'édition de 1980.
- Bernard Crick, George Orwell : une vie, Paris, Balland, 1982 (ISBN 978-2-7158-0381-7).
- Bernard Crick (trad. Stéphanie Carretero, Frédéric Joly), George Orwell, Paris, Flammarion, coll. « Grandes biographies », 2008 (ISBN 978-2-08-122027-0) Traduction de l'édition révisée de 1992..

### En anglais
- The American Science of Politics (1959).
- (en) Bernard Crick, In defence of politics, Londres, Bloomsbury Academic, 2013 (1re éd. 1962) (ISBN 978-1-78093-692-5).
- Political Theory and Practice (1963).
- The Reform of Parliament (1964).
- Parliament and the people (avec Sally Jenkinson) (1966).
- Essays on Reform (1967).
- Crime, rape and gin: reflections on contemporary attitudes to violence, *** and addiction (1974).
- Essays on political education (avec Derek Heater) (1977).
- (en) Bernard Crick, George Orwell, a life, Boston, Little, Brown, 1980 (ISBN 978-0-316-16112-1, lire en ligne).
- (en) Audrey Coppard et Bernard Crick, Orwell remembered, New York, N.Y, Facts on File, 1984 (ISBN 978-0-87196-965-1).
- Socialist values and time (1984).
- (en) Bernard Crick, Socialism, Minneapolis, University of Minnesota Press, 1987 (ISBN 978-0-8166-1667-1).
- What is Politics? (avec Tom Crick).
- The Labour Party's aims and values: an unofficial statement (avec David Blunkett) (1988).
- Essays on Politics and Literature (1989).
- (en) Bernard Crick, Political thoughts and polemics, Édimbourg, Edinburgh University Press, 1990, 238 p. (ISBN 0-7486-0145-7).
- To make the Parliament of Scotland a model for democracy (avec David Miller) (1995).
- Education for citizenship and the teaching of democracy in schools (Le Rapport Crick) (1998). [lire en ligne] [PDF]
- (en) Bernard Crick, Crossing borders : political essays, New York London, Continuum, 2003 (1re éd. 2001) (ISBN 978-0-8264-6923-6).
- (en) Bernard Crick, Democracy : a very short introduction, Oxford New York, Oxford University Press, 2002 (ISBN 978-0-19-280250-7).